# Listă de filme de acțiune din anii 2010
Aceasta este o listă de liste de filme de acțiune din anii 2010:
- Listă de filme de acțiune din 2010
- Listă de filme de acțiune din 2011
- Listă de filme de acțiune din 2012
- Listă de filme de acțiune din 2013
- Listă de filme de acțiune din 2014
- Listă de filme de acțiune din 2015
- Listă de filme de acțiune din 2016
- Listă de filme de acțiune din 2017
- Listă de filme de acțiune din 2018
- Listă de filme de acțiune din 2019